# Töllsjö kyrka
Töllsjö kyrka är en kyrkobyggnad i samhället Töllsjö i Bollebygds kommun. Den tillhör Töllsjö församling i Göteborgs stift.

## Kyrkobyggnaden
Stenkyrkan uppfördes 1856 av så kallade Sandhultsbyggmästare efter ritningar av arkitekt Johan Adolf Hawerman och invigdes 1858. Föregående kyrka på platsen var sannolikt från medeltiden. 
Dagens byggnad består av ett rektangulärt långhus med stort rundat kor i öster och kyrktorn i väster. Öster om koret finns sakristian som avskiljs från övriga kyrkorummet med skärmväggar. Kyrkans väggar är spritputsade och vitmålade. Taken över långhus och kor är täckta med betongtegel, medan torntaket är klätt med galvaniserad plåt.

## Inventarier

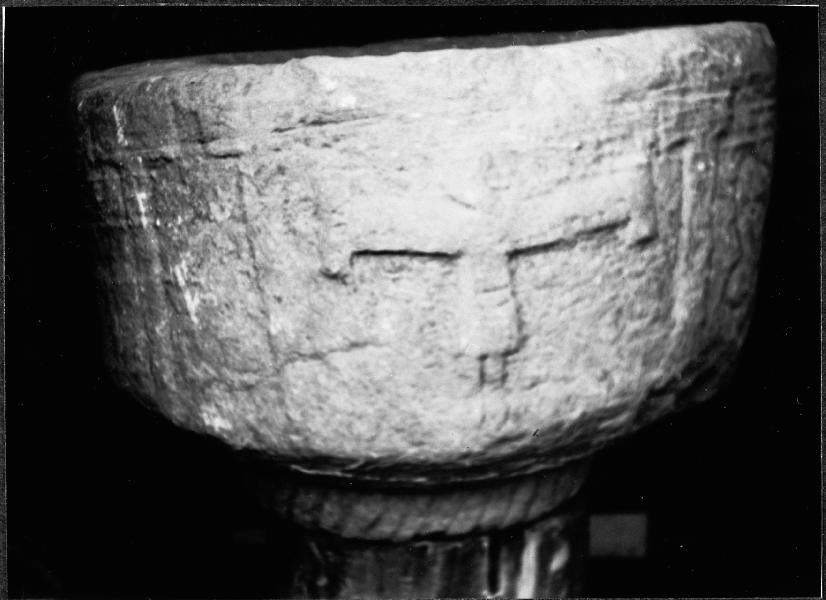
Dopfunten.

- Dopfunt av sandsten tillverkad under 1200-talet varav endast cuppan, höjd: 50 cm, är bevarad. Den är cylindrisk med något buktad undersida, som avslutas med en kraftig repstav. Livet är indelat i sex fält av enkla kolonner. I fälten finns följande figurer i relief: fransk lilja, kors, fågel, djur och krucifix. Uttömningshål saknas. Stark vittring vilket gör figurerna otydliga.[2] Cuppan vilar på en modern fot av cement.
- Predikstolen i barockstil med fyrsidig korg och sexsidigt ljudtak är från 1600-talet. På sidorna finns skulpturer insatta föreställande Kristus och de fyra evangelisterna.
- Altaruppsatsen i barockstil är möjligen tillverkad 1687. Denna ersattes på 1880-talet av en altaruppsats med en gipsskulptur föreställande Jesus stående mot en rödmålad bakgrund. 1933 insattes den ursprungliga altaruppsatsen från 1600-talet.
- I tornet hänger två kyrkklockor. Lillklockan är gjuten 1862 i Jönköping medan storklockans ålder är okänd.
- På väggen till koret hänger i liten malmklocka, troligen den gamla kyrkans primklocka.
- Den gamla klockstapelns vinflöjel, en tupp i plåt, finns bevarad i kyrkan.
- Hjärtstockar från den gamla kyrkan återanvändes när den nya kyrkans torn byggdes. En replik finns längst bak i kyrkan.
- Brudkrona i silver tillverkad av Anders Wibeck i Borås år 1715.
- Två ljuskronor från 1700-talet.
- Orgeln tillverkades ursprungligen 1871 eller 1874 av Johan Nikolaus Söderling eller Salomon Molander och byggdes 1930 om av A. Magnusson Orgelbyggeri AB. Den har tolv stämmor.

## Bildgalleri

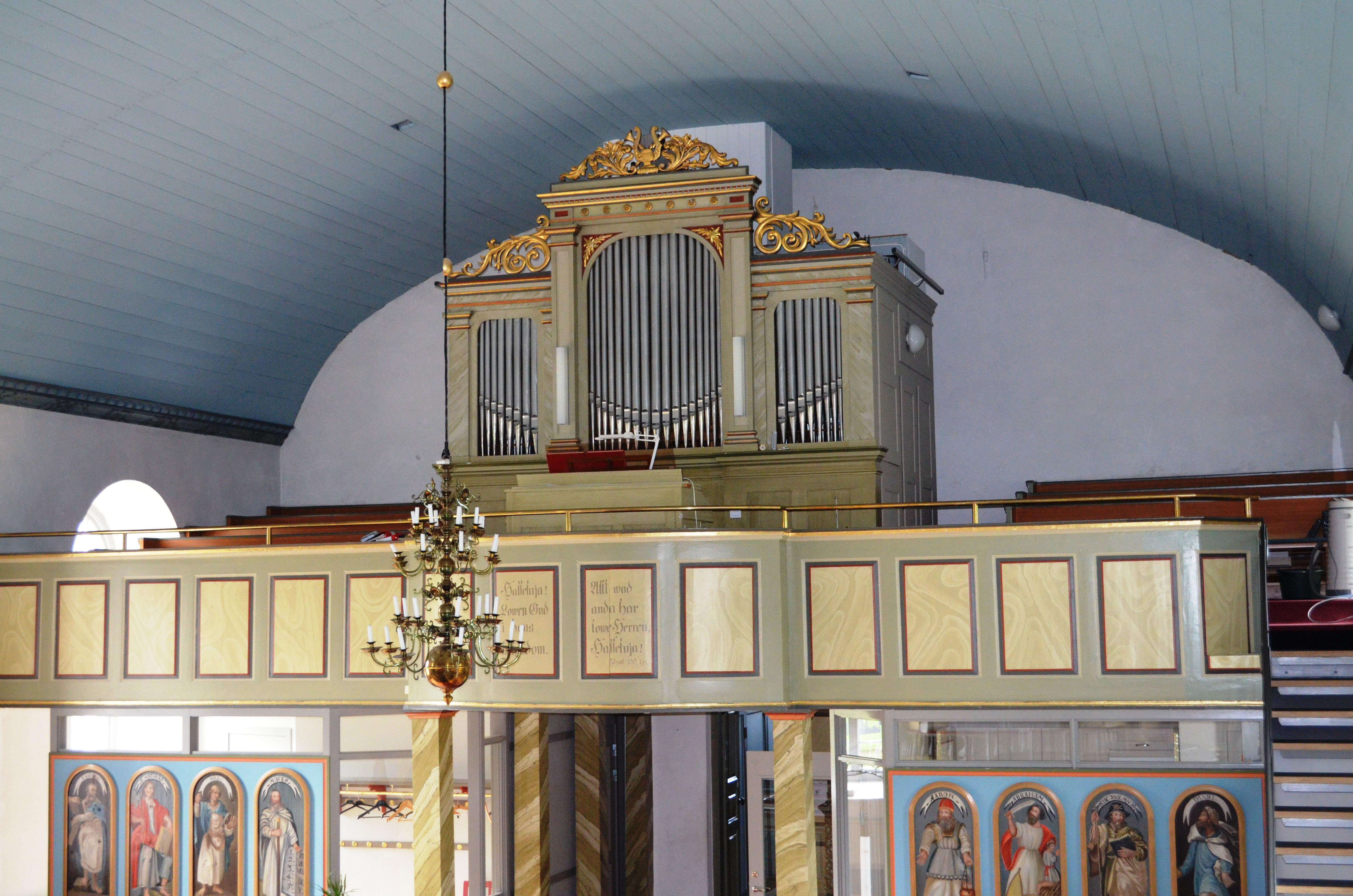
Töllsjö kyrkas kyrkorgel
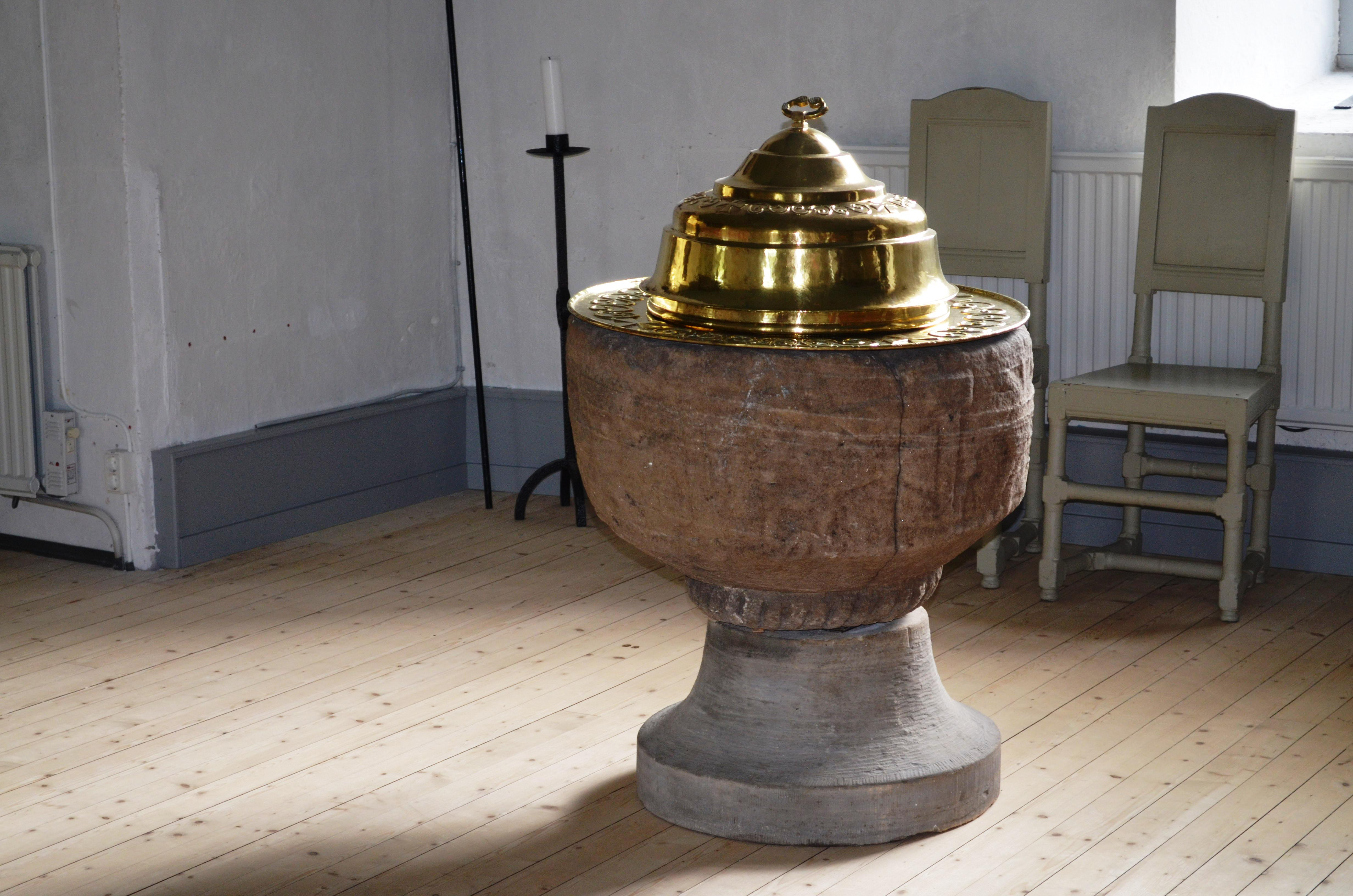
Töllsjö kyrkas dopfunt
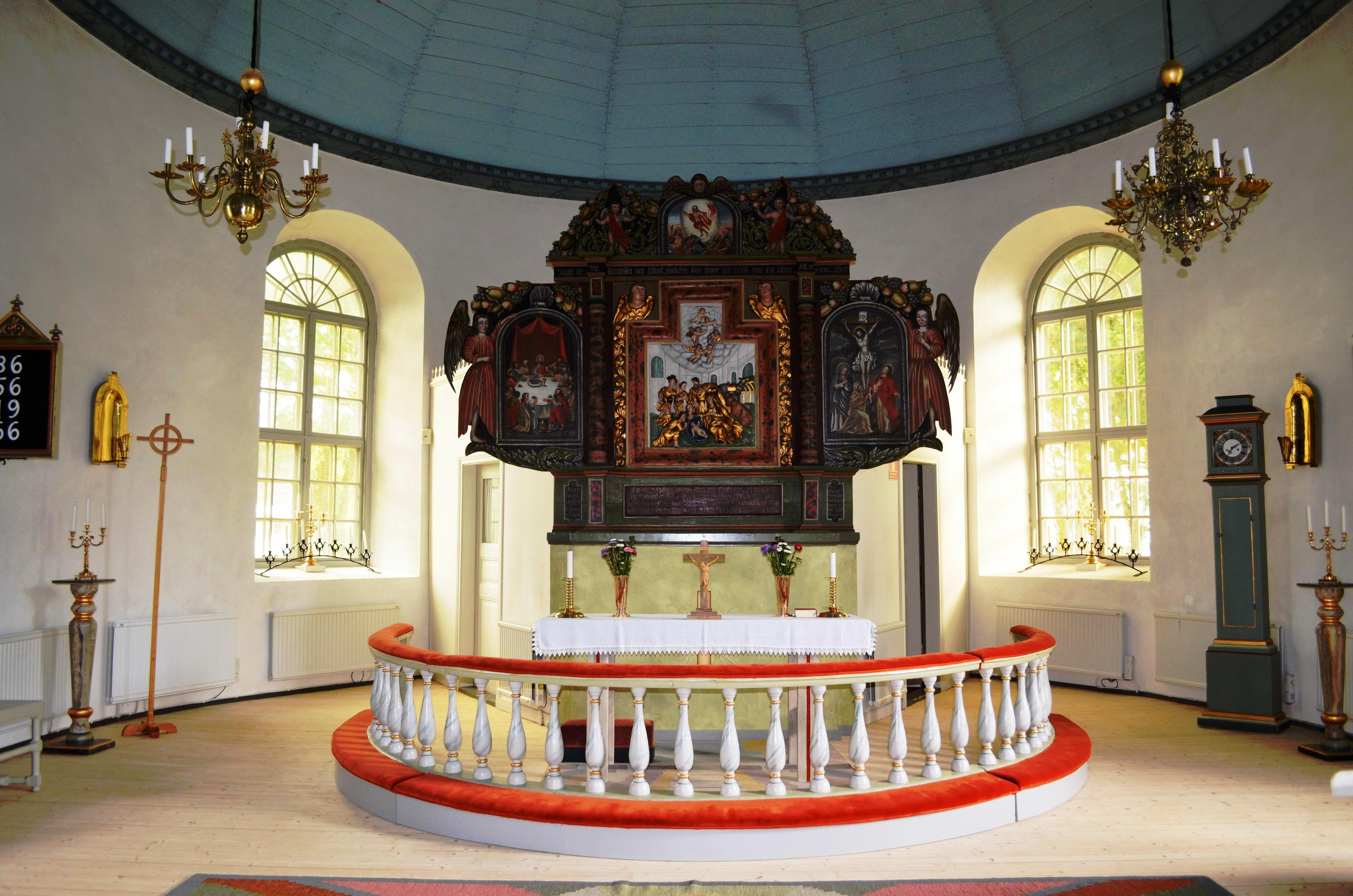
Töllsjö kyrkas altare
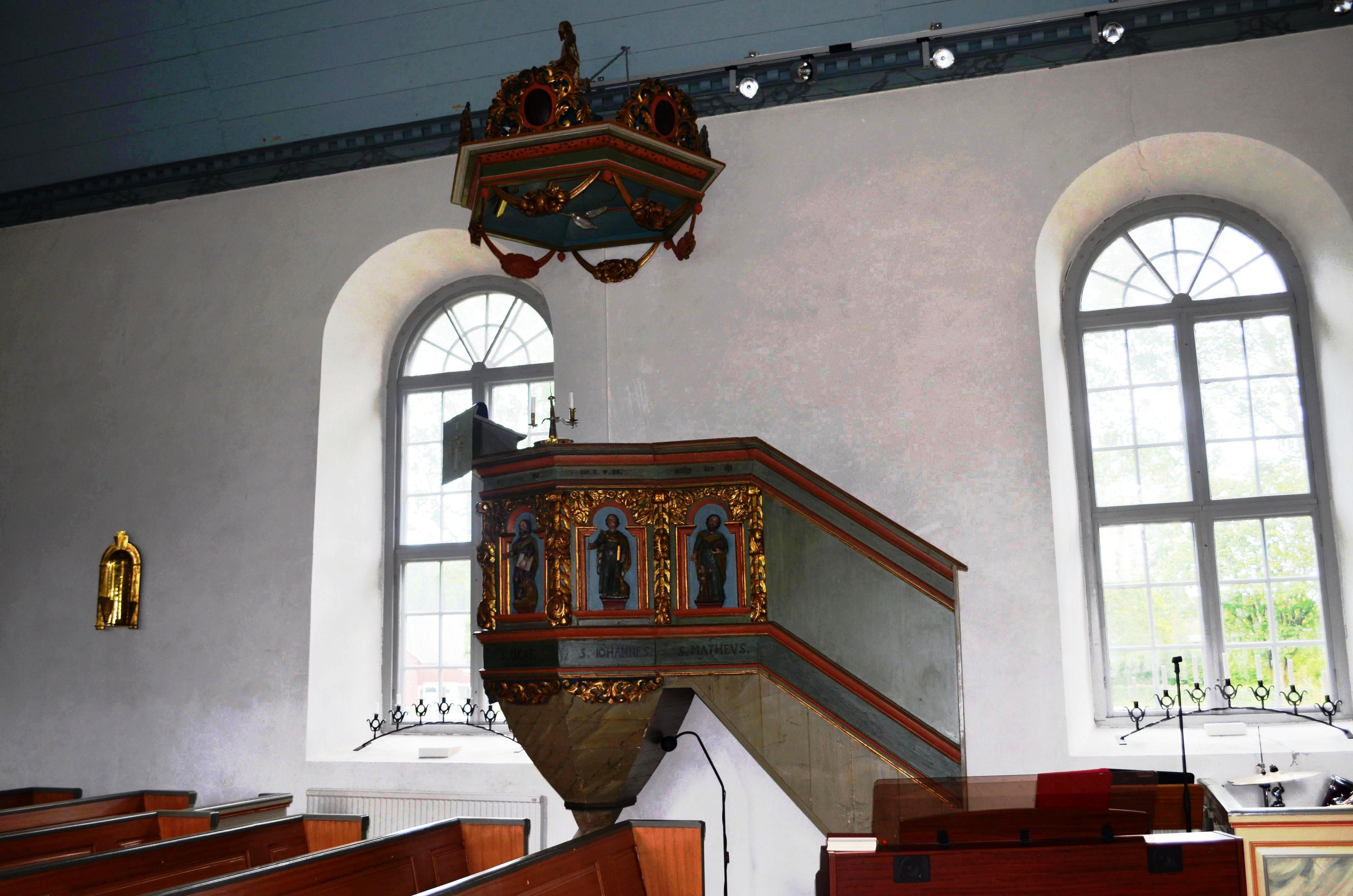
Töllsjö kyrkas predikstol
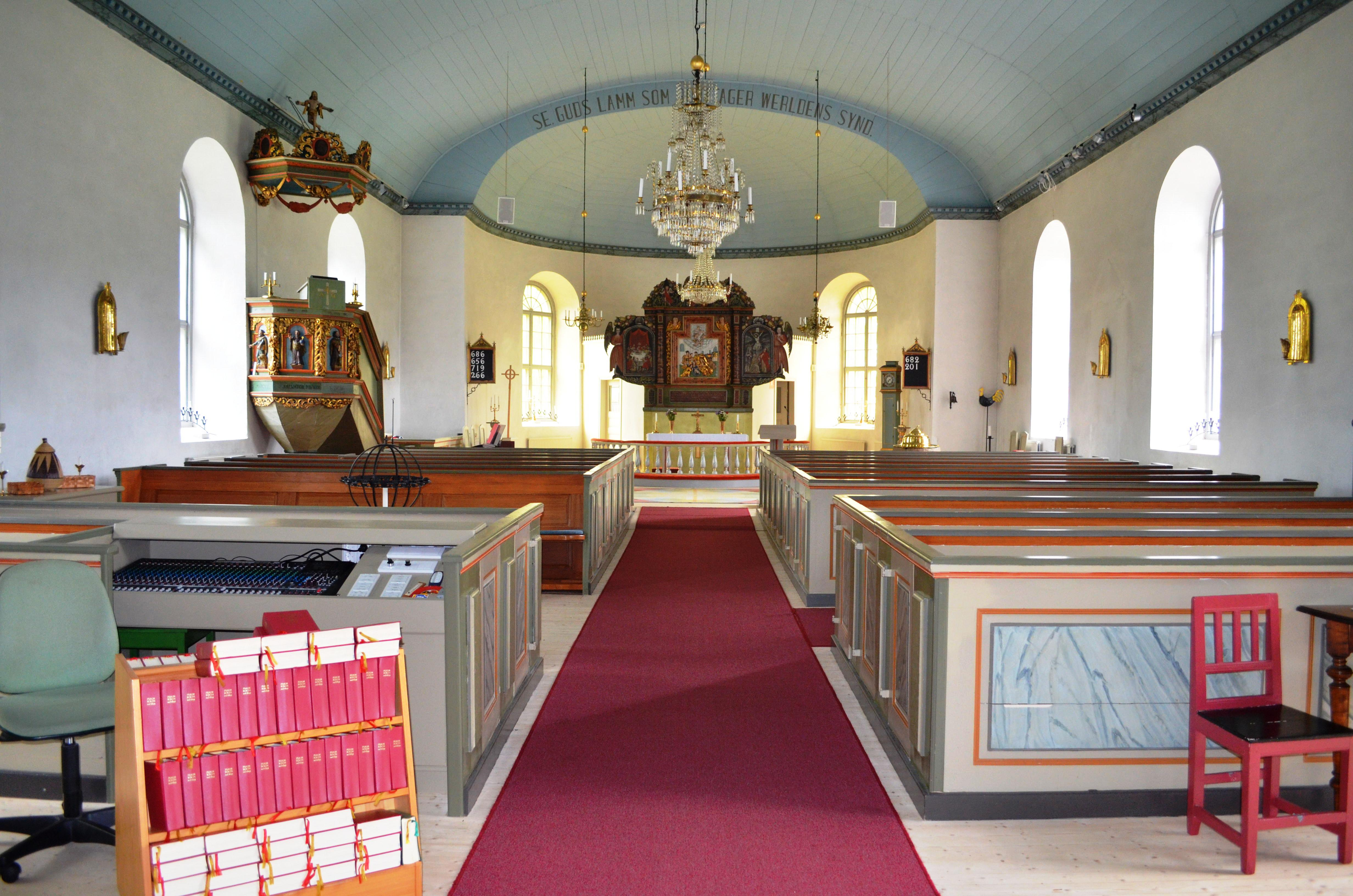
Töllsjö kyrkas kyrksal